# 서로 (EACH OTHER)
《서로 (EACH OTHER)》는 대한민국의 음악 그룹 옥상달빛의 두 번째 EP이다.

## 음반
총 6곡이 수록된 음반으로서 5000장 한정으로 발매되었으며 각각 일련번호가 매겨져있다. 첫 곡 〈Bird〉에서는 옥상달빛의 대학교 선배이자 MBC FM4U의 라디오 프로그램 《옹달샘과 꿈꾸는 라디오》를 통해 인연을 맺게 된 UV의 멤버이자 코미디언인 유세윤이 참여하였다.

## 수록곡
- 전체 편곡: SODA, 옥상달빛

| #  | 제목                               | 작사           | 작곡           | 재생 시간 |
| -- | ---------------------------------- | -------------- | -------------- | --------- |
| 1. | 〈Bird〉 (Feat. 유세윤)            | 김윤주         | 김윤주         | 3:53      |
| 2. | 〈선물할게〉                       | 박세진         | 박세진         | 2:19      |
| 3. | 〈염소 4만원〉                     | 김윤주, 박세진 | 김윤주, 박세진 | 1:32      |
| 4. | 〈Bird〉 (instrumental)            |                | 김윤주         | 3:26      |
| 5. | 〈옥탑라됴 3〉 (보너스트랙)        | 김윤주, 박세진 |                |           |
| 6. | 〈염소 4만원 [Live]〉 (보너스트랙) | 김윤주, 박세진 | 김윤주, 박세진 | 1:32      |

## 참여
이 목록은 해당 미니앨범에서 발췌하였다.
옥상달빛
- 김윤주 - 보컬, 어쿠스틱 피아노(1, 3, 4, 6)
- 박세진 - 보컬, 멜로디언/실로폰(2~4, 6)

참여 음악인
- 김진우 - 어쿠스틱 기타(1~4)
- 이훈형 - 베이스 기타(1, 4)
- 박경건 - 트럼본(1, 4)
- 권병호 - 플루트, 새 소리(1, 4)
- 김호용 - 드럼, 타악기(1, 4)

스탭
- SODA(매직스트로베리 스튜디오) - 믹싱
- bk!(AB room) - 마스터링
- Rie - 음반 디자인, 사진
- 홍달님 - 매니저
- 매직스트로베리사운드 - 매니지먼트